# Petra Keppeler
Petra Keppeler, verheiratet Petra Feucht, (* 22. März 1965 in Augsburg) ist eine ehemalige deutsche Tennisspielerin.

## Karriere
Keppeler begann im Alter von vier Jahren mit dem Tennissport. Mit zwölf Jahren wurde sie nordschwäbische Meisterin. Auf der WTA Tour gewann sie ein Turnier.
Von 1983 bis 1985 spielte sie für die deutsche Federation-Cup-Mannschaft insgesamt zwölf Spiele. Sie hatte eine ausgeglichene Bilanz von 3:3 im Einzel, im Doppel gewann sie vier ihrer sechs Spiele.

## Privates
Neben dem Tennis hat sie ihr Abitur gemacht und Betriebswirtschaftslehre studiert. Sie hat zwei Kinder und ist Steuerberaterin in Augsburg.

## Turniersiege

### Doppel
| Nr. | Datum     | Turnier | Kategorie | Belag | Partnerin   | Finalgegnerinnen                  | Ergebnis |
| --- | --------- | ------- | --------- | ----- | ----------- | --------------------------------- | -------- |
| 1.  | Juli 1986 | Bregenz | WTA       | Sand  | Petra Huber | Sabrina Goleš Tine Scheuer-Larsen | 6:2, 6:4 |

## Abschneiden bei Grand-Slam-Turnieren

### Einzel
| Turnier         | 1984 | 1985 | 1986  | Karriere |
| --------------- | ---- | ---- | ----- | -------- |
| Australian Open | 1    | —    | n. a. | 1        |
| French Open     | AF   | 2    | 1     | AF       |
| Wimbledon       | —    | 1    | —     | 1        |
| US Open         | 2    | 2    | —     | 2        |

Zeichenerklärung: S = Turniersieg; F, HF, VF, AF = Einzug ins Finale / Halbfinale / Viertelfinale / Achtelfinale; 1, 2, 3 = Ausscheiden in der 1. / 2. / 3. Hauptrunde; Q1, Q2, Q3 = Ausscheiden in der 1. / 2. / 3. Runde der Qualifikation; n. a. = nicht ausgetragen

### Doppel
| Turnier         | 1984 | 1985 | 1986  | Karriere |
| --------------- | ---- | ---- | ----- | -------- |
| Australian Open | —    | —    | n. a. | —        |
| French Open     | —    | —    | 1     | 1        |
| Wimbledon       | —    | —    | —     | —        |
| US Open         | 1    | —    | —     | 1        |